# 波尔瑟莱特
波尔瑟莱特（法語：Porcelette，法語發音：[pɔʁsəlɛt]；洛林法兰克语：Porzelett）是法国摩泽尔省的一个市镇，属于福尔巴克-布莱摩泽尔区。

## 地理
波尔瑟莱特（49°9'23"N, 6°39'20"E）面积13.44 平方千米，位于法国大東部大區摩泽尔省，该省份为法国东北部内陆省份，是洛林的一部分，西南接默尔特-摩泽尔省，东临下莱茵省，北与卢森堡和德国接壤。
与波尔瑟莱特接壤的市镇（或旧市镇、城区）包括：迪森、布什波恩、阿姆苏瓦尔斯贝格、聖阿沃爾德。
波尔瑟莱特的时区为UTC+01:00、UTC+02:00（夏令时）。

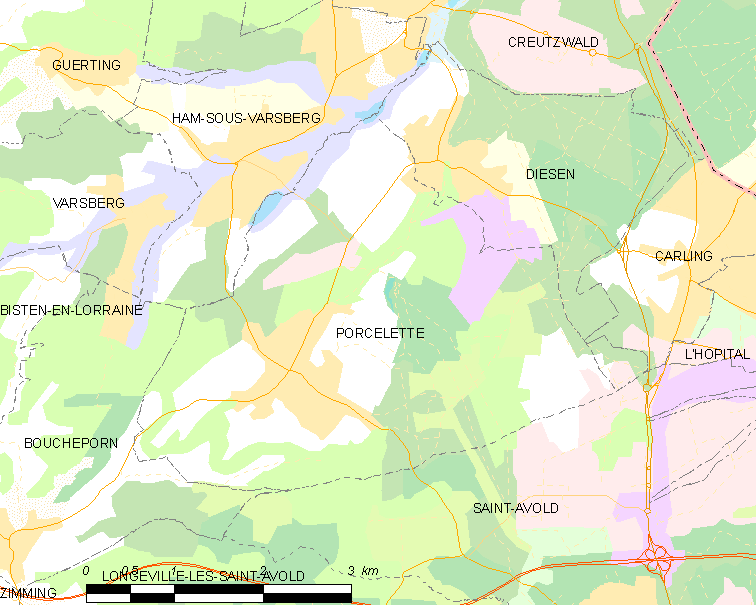
波尔瑟莱特的OSM定位图

## 行政
波尔瑟莱特的邮政编码为57890，INSEE市镇编码为57550。

## 政治
波尔瑟莱特所属的省级选区为圣阿沃尔德县。

## 人口

1962-2008年间波尔瑟莱特人口变化图示

波尔瑟莱特于2022年1月1日时的人口数量为2435人。